# Godło Mari El

Poprzednie godło Mari El

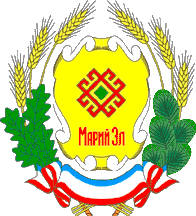
Wersja godła używana w latach 1993-2006

Godło Mari El – jeden z symboli Republiki Mari El wchodzącej w skład Federacji Rosyjskiej.

## Opis
Od 2011 herb Republiki Mari El stanowi tarcza, na srebrnym polu której widnieje stojący szkarłatny niedźwiedź ze złotymi pazurami, zębami i czarno-srebrnymi oczami. W prawej łapie niedźwiedzia widnieje skierowany ku dołowi miecz w lazurowej pochwie ze złotymi okuciami oraz złoty młot ze srebrnym trzonkiem. W lewej łapie – lazurowa tarcza ze złotym obramowaniem z wizerunkiem złotego skośnego maryjskiego krzyża z rombem pośrodku. Tarcza herbowa zwieńczona jest koroną miejską z trzema blankami, stylizowanymi pod maryjski ornament, z trzema umiejscowionymi nad nią rombami.
Godło w tej wersji zostało oficjalnie przyjęte 7 czerwca 2011, z mocą obowiązującą od 8 czerwca 2011.
Maryjski skośny krzyż oznacza słoneczne ciepło i bogactwo, a znajdujący się w jego centrum romb jest kultowym znakiem ochronnym. Trzymany przez niedźwiedzia miecz jest symbolem władzy i gotowości do obrony własnych interesów. Jego położenie ostrzem w kierunku ziemi symbolizuje pokojowy charakter Maryjczyków. Młot jest tradycyjnym symbolem rzemiosła, mówiącym o pracowitości narodu republiki. Korona wieńcząca tarczę herbową oznacza władzę państwową i unikalność regionu. W kształcie korony widoczna jest stylizowana litera „m” oraz maryjski ornament. Umieszczone nad koroną trzy romby symbolizują trzy miasta republiki. 
Nowy herb republiki nie został zaaprobowany przez Gieraldiczeskij sowiet pri priezidientie RF,  konsultacyjny organ heraldyczny Federacji Rosyjskiej. W postanowieniu tej instytucji zarekomendowano powrót do symboliki z 2006. Za błąd uznano szczególnie umiejscowienie nad tarczą herbową korony. Uznano także, iż stanowiący godło heraldyczne niedźwiedź uzbrojony w aż trzy narzędzia walki niepotrzebnie kojarzy się z wojowniczością i agresją. Mimo niewniesienia projektu do oficjalnego państwowego rejestru heraldycznego herb pozostaje jednak w użyciu na terenie Mari El. 

## Godło w latach 2006-2011
W latach 2006–2011 ówcześnie obowiązujące godło przedstawiało złotą tarczę heraldyczną z centralnie umieszczonym czerwonym symbolem solarnym, obecnym także we współcześnie obowiązującym godle. Złoty kolor tarczy symbolizować miał dobrobyt. Pod tarczą umieszczone były wstęgi w barwach ówczesnej flagi narodowej.
Autorem godła był maryjski artysta Ismaił Jefimow, a zostało ono zostało przyjęte 28 listopada 2006 r.

## Godło Mari El z lat 1993-2006
Wcześniejsze godło tej rosyjskiej republiki także przedstawiało także złotą tarczę z czerwonym solarnym, jednak symbol ten miał nieco inny wygląd, a ponadto w godle występowały też inne elementy: pod znakiem solarnym znajdowała się nazwa kraju zapisana w języku mari (cyrylicą). Poniżej tarczy z godłem znajduje się szarfa w barwach zawiera w centralnej części tarczę z symbolem solarnym, często występującym w godłach rosyjskich republik leżących w rejonie Syberii (m.in. Czuwaszja, Mordwa, Udmurcja). Symbol ten ma w tym rejonie świata i w północnej Azji pozytywne konotacje związane ze szczęściem, powodzeniem, ciepłem, ochroną przed złem itd. Pod symbolem tym znajduje się nazwa kraju zapisana w języku mari (cyrylicą). Poniżej tarczy z godłem znajdowała się szarfa w barwach flagi Mari El, jednak jej wielkość i układ był inny niż w kolejnym herbie Mari El, przyjętym w 2006. Godło otaczały kłosy zboża, symbolizujące rolnictwo i liście drzew, podkreślające znaczenie lasu w życiu republiki. Godło to obowiązywało w latach 1993–2006.

## Godło Mari El w okresie Związku Radzieckiego

Godło Maryjskiej ASRR

Obowiązujący za czasów Związku Radzieckiego symbol Mari El tj. ówczesnej Maryjskiej ASRR w żaden sposób nie nawiązywał do specyfiki kraju. Był on nieznacznie zmienionym godłem Rosyjskiej FSRR, której część stanowiła Maryjska ASRR. Godło to zawierało typowe elementy godeł republik związkowych ZSRR. W centralnym miejscu umieszczona była czerwona tarcza a na niej – złoty  sierp i młot – symbol sojuszu robotniczo chłopskiego oraz najważniejszy element godła Związku Radzieckiego, a pod nimi – wschodzące słońce – mające wyrażać świt, początek nowej ery w życiu kraju. W górnej części tarczy znajdowały się litery PCФCP (skrót od Российская Советская Федеративная Социалистическая Республика – Rosyjska Federacyjna Socjalistyczna Republika Radziecka). Całość otoczona była przez wieniec złożony z 14 kłosów zboża. Umieszczenie symbolu zboża w godle z jednej strony podkreślało znaczenie rolnictwa, a zwłaszcza tych właśnie roślin dla gospodarki kraju oraz symbolizowało dobrobyt, a z drugiej – nawiązywało do graficznego wyglądu godła ZSRR. U góry, u zbiegu obu wieńców umieszczono czerwoną pięcioramienną gwiazdę – oznaczającą zwycięstwo komunizmu w pięciu częściach świata, natomiast u dołu, na czerwonej wstędze znajdowało się  wezwanie do jedności proletariatu.
Modyfikacja ówczesnego maryjskiego godła w stosunku do symbolu Rosyjskiej FSRR polegała na umieszczeniu na nim  dwujęzycznego (rosyjskiego i maryjskiego) napisu z częściowo skróconą nazwą maryjskiej autonomii oraz dwujęzycznym wezwaniu do jedności proletariatu – Proletariusze wszystkich krajów, łączcie się! (w godle Rosyjskiej FSRR napis ten był tylko w wersji rosyjskojęzycznej).